# Wojskowy Klub Sportowy Czarni Radom 2013-2014
Questa voce raccoglie le informazioni riguardanti il Wojskowy Klub Sportowy Czarni Radom nelle competizioni ufficiali della stagione 2013-2014.

## Organigramma societario
Area direttiva
- Presidente: Mariusz Szyszko

Area tecnica
- Allenatore: Robert Prygiel

## Rosa
| N° | Nome                 | Ruolo | Data di nascita   | Nazionalità sportiva |
| -- | -------------------- | ----- | ----------------- | -------------------- |
| 1  | Bartłomiej Bołądź    | S/O   | 28 settembre 1994 | Polonia              |
| 2  | Michał Ostrowski     | C     | 29 marzo 1990     | Polonia              |
| 3  | Rafał Faryna         | S/O   | 28 settembre 1994 | Polonia              |
| 4  | Jakub Radomski       | S     | 17 marzo 1988     | Polonia              |
| 5  | Bartłomiej Grzechnik | C     | 8 febbraio 1993   | Polonia              |
| 6  | Bartłomiej Neroj     | P     | 22 novembre 1984  | Polonia              |
| 7  | Jakub Wachnik        | S     | 16 febbraio 1993  | Polonia              |
| 8  | Dirk Westphal        | S     | 31 gennaio 1986   | Germania             |
| 9  | Adam Kowalski        | L     | 16 settembre 1994 | Polonia              |
| 10 | Wytze Kooistra       | C/O   | 3 giugno 1982     | Paesi Bassi          |
| 11 | Łukasz Zugaj         | P     | 27 gennaio 1993   | Polonia              |
| 12 | Adam Kamiński        | C     | 27 maggio 1984    | Canada               |
| 13 | Michał Kędzierski    | P     | 9 agosto 1994     | Polonia              |
| 14 | Kamil Gutkowski      | S     | 15 ottobre 1986   | Polonia              |
| 15 | Paweł Filipowicz     | L     | 7 maggio 1992     | Polonia              |
| 16 | Jozef Piovarči       | C     | 9 novembre 1984   | Slovacchia           |